# Korampallam
Korampallam är en ort i Indien.   Den ligger i distriktet Thoothukkudi och delstaten Tamil Nadu, i den södra delen av landet, 2 200 km söder om huvudstaden New Delhi. Korampallam ligger 9 meter över havet och antalet invånare är 3 228.
Terrängen runt Korampallam är mycket platt. Runt Korampallam är det tätbefolkat, med 947 invånare per kvadratkilometer. Närmaste större samhälle är Thoothukkudi, 4,8 km öster om Korampallam. Runt Korampallam är det i huvudsak tätbebyggt.